# Manarmakeri
Manarmakeri is een mythisch persoon uit de mythologie van het eiland Biak in de Geelvinkbaai, behorende bij de Indonesische provincie Papoea. Manarmakeri kende het geheim van Koreri, de paradijselijke staat waarin de mens in de oertijd verkeerde toen alle mensen op aarde en in het "zielenland" nog een waren. Toen bestond er geen ziekte, ouderdom of dood en was iedereen gelukkig en welvarend. De mensheid was ooit koreri kwijtgeraakt, maar ooit zal de mensheid het geheim opnieuw leren kennen.

## Het mythische verhaal
Manarmakeri leefde onder de naam Jawi Numjado bij het dorp Sopen op Biak. 's Nachts werden knollen (taro) uit zijn tuintje gestolen en op een bepaald moment ontdekte hij dat een varken (of een hemels wezen met voeten en een menselijke stem) hiervoor verantwoordelijk was. Hij schoot het varken met een speer, maar het dier ging ervandoor. Jawi Numjado volgde het varken een heuvel op totdat het varken zich overgaf en sprak "ik houd op", in de Biakse taal ja mnai. De heuvel wordt sindsdien Jamnaibori genoemd. Het varken vluchtte een grot in en Jawi Numjado volgde hem. De grot bleek een toegang te zijn naar het zielenland, en Jawi Numjado zag dat alle mensen daar gelukkig, jong en gezond waren, zij bezaten koreri. Jawi Numjado kon daar echter niet blijven en keerde terug. Hij werd ongelukkig omdat hij geen deel had aan koreri, en verwaarloosde zichzelf. Hij kreeg een huidziekte.
Op de berg Manswarbori woonde een reusachtige vrouwtjes kasuaris (mawis, later manswar - liefde en mededogen) met het kasuaris-meisje. Het meisje reisde op de rug van de kasuaris. Samen gingen ze elke dag naar de zee om vissen te vangen. Een prins werd verliefd op het beeldschone kasuaris-meisje en besloot haar te vangen. Het was al twee dagen mislukt toen Manarmakeri de derde dag verscheen en aanbood te helpen. Hij verschool zich achter een mangroveboom en wierp een gouden ketting om het kasuaris-meisje, zodat de kasuaris moest stilstaan. De vogel werd vrijgelaten, maar de prins huwde het kasuaris-meisje. Als beloning kreeg Manarmakeri een varken. Zijn kameraden hadden het dier echter al verorberd vóór hij terug was gekomen met borden. Bovendien hadden ze zijn kalebastuin vernield om het vlees in de bladeren te roosteren. Boos verliet Manarmakeri de berg Jamnaibori. Hij peddelde naar Maundori, waar hij voor de bevolking imanienef-vissen ving en daarna verbood in de toekomst op de imanienef te vissen. Als dank kreeg hij een kokosnoot om te planten.
Manarmakeri werd verbannen naar het eiland Meok Wundi (Meokbundi), waar hij zich bezighield met het produceren van palmwijn (of kokosmelk). Hij had vier bamboekokers in de ingesneden onrijpe vruchten geboord en 's nachts liep het heerlijke zoete sap in de bamboe. Hij kreeg de bijnaam Manarmakeri, de schurftige.
Hij ontdekte dat de Morgenster Makben 's nachts naar het eiland afdaalde om zijn palmwijn te stelen. Op een nacht ving hij de Morgenster, en ontfutselde hij aan de Morgenster het geheim van koreri. De jonge prinses Insoraki, de dochter van Korano Rumbarak, raakte zwanger van Manarmakeri middels een vrucht van de bintangur-boom en kreeg een zoon, met de naam Manarbew. De Biakkers accepteerden niet dat de prinses een zoon had bij een schurftige oude man, en verlieten het eiland Meok Wundi. Daarop beval de Morgenster dat Manarmakeri een vuur moest maken. Hij stak een ijzerhoutboom in brand, sprong in het vuur en reinigde zijn lichaam. Hij kwam er jong en vitaal weer uit, en noemde zich sindsdien Manseren Manggundi, Machtige heer.
Hij begon met een boot aan een rondreis door de Geelvinkbaai en langs de kust van Nieuw-Guinea, met het doel aan de mensen het geheim van koreri over te brengen. Hij werd echter steeds niet serieus genomen, en strafte de mensen voor het feit dat ze niet naar hem luisterden. Hij vervloekte het eiland Numfor, zodat er daar sindsdien geen sagopalmen groeien. Uiteindelijk vertrok Manarmakeri in zijn boot in westelijke richting en is nooit meer gesignaleerd. Het geheim van koreri nam hij met zich mee. Biakkers geloven dat Manarmakeri eens terug zal keren, en dat daarna de paradijselijke staat hersteld zal worden.

## Bewegingen
De mythologie rond Manarmakeri heeft in de loop van de eeuwen regelmatig geleid tot het ontstaan van bewegingen rond een zogenaamde voorloper of konor, iemand die beweert in een visioen te hebben gehoord dat Manarmakeri spoedig terug zal keren. Door het uitvoeren van rituele dansen, het drinken van palmwijn en het slachten van varkens kon de terugkeer van Manarmakeri worden versneld. Een grote beweging ontstond in 1938 rond de vrouw Angganitha Menufandu van het eilandje Insumbabi. De beweging werd omgevomd tot een koreri-leger dat in de Tweede Wereldoorlog de strijd met de Japanners aanging. In 1943 is de beweging na een bloedige strijd met veel doden ter ziele gegaan.